# Отношения Сент-Люсии и США
Отношения Сент-Люсии и США — двусторонние дипломатические отношения между Сент-Люсией и Соединёнными Штатами Америки (США). Страны являются членами Организации Объединённых Наций (ООН).

## История
Соединённые Штаты Америки поддерживают усилия правительства Сент-Люсии по развитию экономики. Правительство Сент-Люсии сотрудничает с ССША в вопросах безопасности. Помощь США в основном предоставляется через интернациональные структуры, такие как: Всемирный банк и Агентство США по международному развитию в Бриджтауне (Барбадос). Корпус мира, восточно-карибская региональная штаб-квартира которого находится в Сент-Люсии, насчитывает 22 добровольца в этой стране, которые работают в основном в сфере развития бизнеса, образования и здравоохранения. Программы помощи в области безопасности США предусматривают ограниченную подготовку для военизированных подразделений специальных служб и береговой охраны Сент-Люсии. Кроме того, Сент-Люсия получает помощь США в борьбе с наркотиками, а также получает выгоду от военных учений США и строительных проектов.
Сент-Люсия и Соединённые Штаты заинтересованы в совместной борьбе с международной преступностью и незаконным оборотом наркотиков. Сент-Люсия является удобным транзитным пунктом для торговцев людьми из-за своего расположения. Оба государства заключили различные двусторонние договоры, в том числе Соглашение об охране морского правопорядка, Соглашение о взаимной правовой помощи и Договор об экстрадиции.
Среди туристов в Сент-Люсии больше всего граждан США, чем любых других. В 2005 году количество туристов превысило 700 000 человек, в основном из США, Великобритании и Карибского сообщества. Прибытие круизных лайнеров в 2005 году сократилось на 18 % по сравнению с 2004 году, в то время как количество туристов, прибывающих на отдых, за тот же период несколько увеличилось.